# 24-Stunden-Rennen auf dem Nürburgring 2000

Streckenführung für das 24-Stunden-Rennen ab 1995

Das 28. 24-Stunden-Rennen auf dem Nürburgring fand vom 24. auf den 25. Juni 2000 auf dem Nürburgring statt.

## Rennergebnis
Das Rennen gewann das Team Porsche Zentrum Koblenz Löhr & Becker/Phoenix Racing mit Bernd Mayländer, Michael Bartels, Uwe Alzen und Altfrid Heger auf einem Porsche 996 GT3 R. Der zweite Platz ging an die Vorjahressieger der Zakowski Motorsport GmbH, Niederzissen. Die Chrysler Viper GTS-R wurde von Peter Zakowski, Patrick Huismann und Anthony Beltoise pilotiert. Als Dritte kamen Harald Becker, Thomas Wiedemeier, Meinhard Rittmeier und Harald Grohs von Grohs Motorsport in ihrem Porsche 996 ins Ziel.
Die Siegermannschaft fuhr 145 Runden und legte dabei eine Strecke von 3677,05 km zurück. Von den 220 gestarteten Fahrzeugen wurden 152 gewertet.

## Streckenführung
Seit dem Umbau der Strecke im Jahr 1983 wurde das 24-Stunden-Rennen am Nürburgring ab 1984 auf einer Kombination aus Nordschleife und Grand-Prix-Strecke ausgetragen. Ab 1995 wurde zusätzlich die neue Veedol-Schikane in die Streckenführung integriert.

## Besonderheiten
Wie auch im Vorjahr ging Abt Sportsline mit einem Audi A4 mit Erdgasantrieb an den Start. Das Fahrzeug, das gemeinsam mit Thyssengas entwickelt wurde, basiert auf einem Fahrzeug aus dem Super-Tourenwagen-Cup der Saison 1999, in der Teamchef Christian Abt als Fahrer Meister wurde. Der Audi A4 hatte Allradantrieb, jedoch anstelle des 2,0-Liter-Saugmotors mit etwa 300 PS (ca. 220 kW) einen Motor mit Turboaufladung und etwa der gleichen Leistung. Nach einem 52. Gesamtrang im Vorjahr war eine Podiumsplatzierung das Ziel für das Rennen im Jahr 2000. Bei Regen und nasser Fahrbahn konnte der Audi den Vorteil des Allradantriebs ausspielen und ging bereits in der ersten Rennrunde in Führung. Nach einem Getriebeschaden früh im Rennen verlor das Team durch die langen Reparaturarbeiten viel Zeit. Das Fahrzeug mit Christian Abt, Christian Menzel und Kris Nissen am Steuer erreichte nicht das Ziel, die Mannschaft fuhr insgesamt 62 gewertete Runden.
Im Jahr 2000 ging auch ein VW T4-Bus mit einem Dieselmotor ins Rennen. Die Mannschaft des Team Dose Motorsport, Burg Hohenstein belegte den sechsten Platz in der Klasse der dieselgetriebenen Fahrzeuge und kam in der Gesamtwertung knapp vor dem einzigen Ferrari, einem Ferrari F355 ins Ziel.
Die beiden Honda S2000 von Sakura 2000 aus Merzig schieden beide innerhalb weniger Minuten kurz nach Mitternacht aus, nachdem die Fahrer Ingvar Carlsson und Vanina Ickx an exakt der gleichen Stelle im Bereich Aremberg ihre Fahrzeuge in die Leitplanke setzten. Carlsson startete gemeinsam mit Marc Duez und Armin Hahne, Ickx teilte sich ihren Honda mit Ellen Lohr, Sabine Schmitz und Tamara Vidali.